# Diptacus gigantorhynchus
Diptacus gigantorhynchus är en spindeldjursart som först beskrevs av Alfred Nalepa 1892.  Diptacus gigantorhynchus ingår i släktet Diptacus och familjen Diptilomiopidae. Arten är reproducerande i Sverige. Inga underarter finns listade i Catalogue of Life.